# Rune Factory Frontier
Rune Factory: Frontier (ルーンファクトリー フロンティア, Rūn Fakutorī Furontia) est un jeu vidéo de simulation et d'action RPG développé par Neverland pour la Wii et édité par Marvelous Entertainment au Japon, Xseed Games en Amérique du Nord et Rising Star Games en Europe. Il s'agit du troisième jeu de la série Rune Factory.

## Trame
Rune Factory Frontier commence avec notre personnage principal, Raguna, qui part de son village à la recherche d'une amie, Mist, qui est partie sans prévenir personne. Il la retrouve dans le village de Trampoli et s'installe dans le village dans une maison qui possède un champ. Là-bas, il apprendra qu'une île volante, l'île de la baleine, menace de s'écraser sur le village. D'une manière ou d'une autre, le destin de Mist et d'une autre fille nommée Iris est lié à celui de la baleine. Il commence alors à combattre des monstres dans les donjons et à se faire accepter par les villageois. Après avoir traversé les donjons, il découvre bientôt que quelque chose de particulier se passe.

## Système de jeu
Le joueur peut posséder une ferme. Il y a quatre saisons distinctes, dont trois dans lesquelles le joueur peut faire pousser différents types de cultures, parmi lesquelles : les fraises et les navets au printemps, les tomates et les ananas en été et les ignames à l'automne. Il existe de nombreuses autres cultures, et le joueur peut faire pousser des fleurs, qui peuvent toutes être vendues contre de l'or (la monnaie du jeu). L'agriculture n'est que la moitié du jeu. L'autre moitié est l'exploration de donjons. Il y a quatre donjons très différents, dont trois représentent les quatre saisons différentes (le troisième donjon représente à la fois l'automne et l'hiver). Dans ces donjons, les récoltes de l'affiliation saisonnière de ce donjon peuvent être cultivées. Le quatrième donjon, Whale Island, est omni-saisonnier, et toutes les cultures peuvent y être cultivées à tout moment.
Une autre caractéristique est le concept de distribution Runey. Les runes se déclinent en quatre variantes: eau, roche, arbre et herbe. Les runes représentent l'écosystème de Trampoli ; lorsque les runes sont en parfaite harmonie, la zone qu'elles occupent atteint un état de prospérité et les cultures dans cette zone se développent beaucoup plus rapidement que la normale. Cependant, si même une zone de Trampoli devenait dépourvue de runes, l'écosystème en souffre et les cultures poussent beaucoup plus lentement que la normale. Les runes peuvent être redistribuées d'une zone à l'autre à l'aide d'un outil appelé Harvester. Toutes les neuf récoltes mûres dans le champ devant la maison du personnage engendrent un Runey par jour.
Le système social et le système du mariage sont également standard dans les jeux liés à  Harvest Moon / Story of Seasons. Dans Rune Factory: Frontier, il y a un total de 13 femmes mariables, ainsi que de nombreux autres citadins avec lesquels Raguna peut socialiser. Le système social consiste à parler avec les habitants de la ville et à leur offrir des cadeaux qui peuvent augmenter, diminuer ou faire en sorte que leur affection reste la même. En tant que joueur, vous devez découvrir ce que chaque villageois aime et n'aime pas et leur offrir des cadeaux en conséquence. De plus, vous pouvez gagner de l'affection en participant et en remportant des concours du festival, ou en faisant quelque chose d'arbitraire qui n'augmente que l'affection d'une certaine personne, comme simplement entretenir votre ferme.

## Développement
Le jeu a été annoncé lors d'une interview entre Cubed³ et  Yasuhiro Wada, le créateur de la série Story of Seasons, sur 6 juin 2007. Un an plus tard, le jeu a été entièrement révélé le 4 juin 2008 dans le magazine japonais Famitsu.

## Accueil
Le jeu a reçu des critiques généralement favorables selon le site Web Metacritic. L'écrivain Mark Bozon a fait l'éloge du design du jeu, comparant aux meilleurs titres de la série Harvest Moon / Rune Factory. Il a également fait l'éloge des visuels du jeu et de la conception du monde, mais a déclaré que démarrer le jeu et faire progresser le scénario étaient des entreprises peu intuitives. Au Japon, Famitsu lui a donné un score de un huit et trois sept pour un total de 29 sur 40[réf. nécessaire].